# Duquesne University Press
La Duquesne University Press, fundada en 1927, es una editorial universitaria que forma parte de la Universidad Duquesne, en Pittsburgh, Pennsylvania. La editora publica monografías y colecciones en humanidades y ciencias sociales. En particular, el programa editorial incluye los siguientes campos específicos: estudios de literatura (medieval y renacentista), filosofía, psicología, estudios religiosos y teología, espiritualidad y no ficción creativa.

## Publicaciones seleccionadas
- Chalier, Catherine (2017). Reading the Torah: Beyond the Fundamentalist and Scientific Approaches
- Duquesne, Jacques; Lebrette, François (2011). The Lives of the Saints Through 100 Masterpieces
- Giorgi, Amedeo (2009). The Descriptive Phenomenological Method in Psychology: A Modified Husserlian Approach
- Goldwyn, Elisabeth (2015). Reading Between the Lines: Form and Content in Levinas's Talmudic Readings
- Langley, T. R. (2001). Image Government: Monarchical Metamorphoses in English Literature and Art, 1649-1702
- Martin, Christopher (1994). Policy in Love: Lyric and Public in Ovid, Petrarch, and Shakespeare
- Miller, Tanya Stabler (2003). Reading the Renaissance: Ideas and Idioms from Shakespeare to Milton
- Morrison, Glenn (2013). A Theology of Alterity: Levinas, Von Balthasar, and Trinitarian Praxis
- Nemo, Philippe (1998). Job and the Excess of Evil
- Pinchevski, Amit (2005). By Way of Interruption: Levinas and the Ethics of Communication